# Odhalení
Odhalení byl projekt Českého rozhlasu, České televize, Zoo Praha a telekomunikační firmy Visual Connection, který byl založen na principech používaných v reality show. Předmětem neustálého sledování byla tlupa pěti goril nížinných. Celý projekt s podtitulem Trochu jiná reality show jemně parodovala reality show vysílané mnoha televizními stanicemi. Jeho vedoucím byl tehdejší ředitel rozhlasové stanice Leonardo Miroslav Bobek, později ředitel zoologické zahrady. Hlavní scenáristkou byla Tereza Šefrnová, odbornými poradci Martin Smrček, Marina Vančatová, Pavel Brandl, Daniel Frynta a další.
Cílem projektu, jehož hlavní část probíhala v letech 2005–2008, bylo seznámit diváky se životem goril v zajetí. Na internetových stránkách projektu je možno zhlédnout všechny dosud pořízené a zveřejněné videozáznamy. Od roku 2009 změnil projekt z důvodu postoje Rady Českého rozhlasu svoji formu: zaměřil se více na život goril ve volné přírodě. Český rozhlas v roce 2008 navázal na tento úspěšný pořad projektem Mládě pralesa. V rámci projektu vyšlo také CD Moja a páv (2008), které obsahuje pohádky a písničky Terezy Šefrnové a Miroslava Bobka v podání Lucie Bílé.

## Reality show

### I. řada
Celý projekt oficiálně začal 7. listopadu 2005. Dvěma ústředními motivy byly mládě Moja, o jehož pohlaví se dlouho spekulovalo (DNA testy definitivně potvrdily, že je to samice), a příchod nováčka, samice Kamby do tlupy. Lidé volili pomocí zasílání SMS nejsympatičtější gorilu, která vyhraje 12 melounů.
Vítězem soutěže, ve které „soutěžili“ jen dospělí členové tlupy, se 15. ledna 2006 stal patnáctiletý samec Richard, který získal 28,3 % hlasů.

### II. řada
Od listopadu 2006 Zoo Praha, Česká televize a Český rozhlas obnovily pravidelné reportáže o gorilách v pražské zoo – k původním dvěma online televizním okruhům sledujícím výběh goril přibyly další dvě (z nichž jedna byla ve venkovním výběhu) a diváci mohli také sledovat chování dvou nastávajících matek Kijivy a Kamby včetně porodů (jednoho neúspěšného) a počáteční péče o nové mládě Tatu.

### Ukončení reality show
Vlastní reality show byla ukončena v roce 2008. Důvodem byl postoj Rady Českého rozhlasu k multimediálním projektům tohoto typu obecně: rozhlas by podle ní „neměl dělat televizi“.
Od jara 2009 však projekt pokračoval v jiné formě: přinášel informace o gorilách v jejich původním prostředí. Přinášel mj. záběry ze záchranné stanice Limbe Wildlife Center z Kamerunu a ze skupiny goril ze Středoafrické republiky. Projekt byl také zařazen do programu OSN Rok gorily 2009, který soustřeďoval pozornost na ochranu těchto zvířat v jejich přirozených podmínkách.

## Jména goril
- Richard
- Kijivu [kidživu]
- Shinda [šinda] (sestra Kijivu)
- Kamba (poslední příchozí)
- Moja (dcera Richarda a Kijivu)

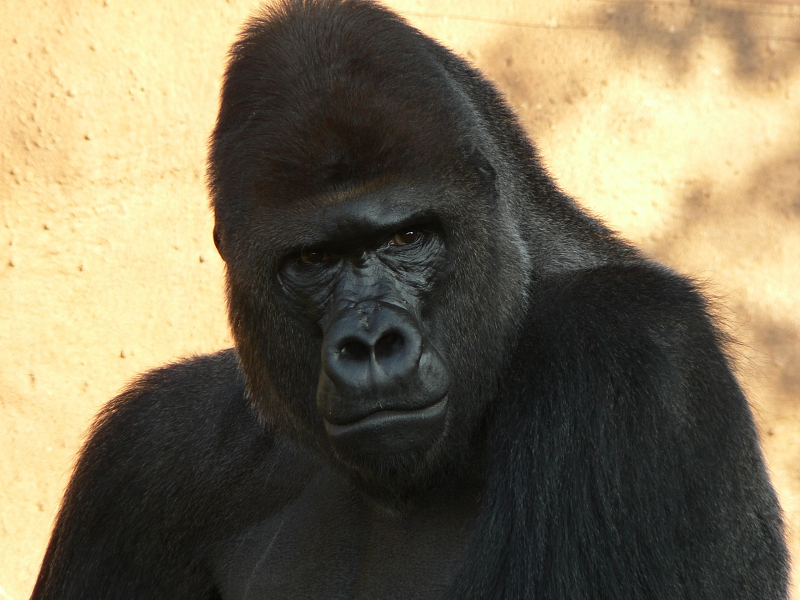
Richard

- Tatu (další potomek Richarda a Kijivu)

## Ocenění
- DVD verze projektu Odhalení získala na festivalu Wildscreen v Bristolu cenu Panda Award (v kategorii ARKive INTERACTIVE AWARD) pro rok 2006